# Nicholas Monroe
Benjamin Nicholas "Nick" Monroe (Oklahoma City, 12 de abril de 1982) é um tenista profissional americano.

## ATP finais

### Duplas: 5 (2 títulos, 3 vices)
| Legenda                           |
| --------------------------------- |
| Grand Slam (0–0)                  |
| ATP World Tour Finals (0–0)       |
| ATP World Tour Masters 1000 (0–0) |
| ATP World Tour 500 Series (0–0)   |
| ATP World Tour 250 Series (2–3)   |

| Títulos por Piso |
| ---------------- |
| Duro (0–0)       |
| Saibro (2–3)     |
| Grama (0–0)      |
| Carpete (0–0)    |

| Posição | N. | Data               | Torneio                                       | Piso   | Parceiro        | Oponentes                    | Placar                |
| ------- | -- | ------------------ | --------------------------------------------- | ------ | --------------- | ---------------------------- | --------------------- |
| Vice    | 1. | Fevereiro 24, 2013 | Copa Claro, Buenos Aires, Argentina           | Saibro | Simon Stadler   | Simone Bolelli Fabio Fognini | 3-6, 2-6              |
| Campeão | 1. | July 14, 2013      | Swedish Open, Båstad, Suécia                  | Saibro | Simon Stadler   | Carlos Berlocq Albert Ramos  | 6–2, 3–6, [10–3]      |
| Vice    | 2. | Julho 27, 2013     | ATP de Umag, Umag, Croácia                    | Saibro | Simon Stadler   | Martin Kližan David Marrero  | 1-6, 7-5, [7-10]      |
| Campeão | 2. | Julho 7, 2014      | Swedish Open, Båstad, Suécia                  | Saibro | Johan Brunström | Jérémy Chardy Oliver Marach  | 4-6, 7-6(8-6), [10-7] |
| Vice    | 3. | Abril 26, 2015     | BRD Năstase Țiriac Trophy, Bucareste, Romênia | Saibro | Artem Sitak     | Marius Copil Adrian Ungur    | 6–3, 5–7, [15–17]     |